# Châtenay (Isère)
Pour les articles homonymes, voir Châtenay.
Châtenay est une commune française située dans le département de l'Isère en région Auvergne-Rhône-Alpes.

## Géographie

### Situation et description
Située dans le secteur du Bas Dauphiné, en Isère entre Lyon, Grenoble, Valence et Bourgoin-Jallieu, le village de Châtenay se trouve plus précisément au sud sud-ouest de La Côte-Saint-André entre la Plaine de Bièvre et le plateau de Chambaran.

### Climat
Pour des articles plus généraux, voir Climat d'Auvergne-Rhône-Alpes et Climat de l'Isère.
En 2010, le climat de la commune est de type climat des marges montargnardes, selon une étude du Centre national de la recherche scientifique s'appuyant sur une série de données couvrant la période 1971-2000. En 2020, Météo-France publie une typologie des climats de la France métropolitaine dans laquelle la commune est exposée à un climat de montagne ou de marges de montagne et est dans une zone de transition entre les régions climatiques « Moyenne vallée du Rhône » et « Alpes du nord ».
Pour la période 1971-2000, la température annuelle moyenne est de 11 °C, avec une amplitude thermique annuelle de 17,7 °C. Le cumul annuel moyen de précipitations est de 996 mm, avec 9 jours de précipitations en janvier et 6,4 jours en juillet. Pour la période 1991-2020, la température moyenne annuelle observée sur la station météorologique de Météo-France la plus proche, « Grenoble-Saint-Geoirs », sur la commune de Saint-Étienne-de-Saint-Geoirs à 10 km à vol d'oiseau, est de 11,5 °C et le cumul annuel moyen de précipitations est de 915,1 mm,. Pour l'avenir, les paramètres climatiques de la commune estimés pour 2050 selon différents scénarios d'émission de gaz à effet de serre sont consultables sur un site dédié publié par Météo-France en novembre 2022.

### Hydrographie
Le territoire communal est traversé par le ruisseau du Nivolon.

### Voies de communication
La limite nord de la commune est matérialisée par la route départementale D 519.

## Urbanisme

### Typologie
Au 1er janvier 2024, Châtenay est catégorisée commune rurale à habitat dispersé, selon la nouvelle grille communale de densité à sept niveaux définie par l'Insee en 2022.
Elle est située hors unité urbaine et hors attraction des villes,.

### Occupation des sols
L'occupation des sols de la commune, telle qu'elle ressort de la base de données européenne d’occupation biophysique des sols Corine Land Cover (CLC), est marquée par l'importance des territoires agricoles (96,6 % en 2018), une proportion identique à celle de 1990 (96,6 %). La répartition détaillée en 2018 est la suivante : 
zones agricoles hétérogènes (57,1 %), terres arables (36,8 %), forêts (3,4 %), prairies (2,7 %). L'évolution de l’occupation des sols de la commune et de ses infrastructures peut être observée sur les différentes représentations cartographiques du territoire : la carte de Cassini (XVIIIe siècle), la carte d'état-major (1820-1866) et les cartes ou photos aériennes de l'IGN pour la période actuelle (1950 à aujourd'hui).

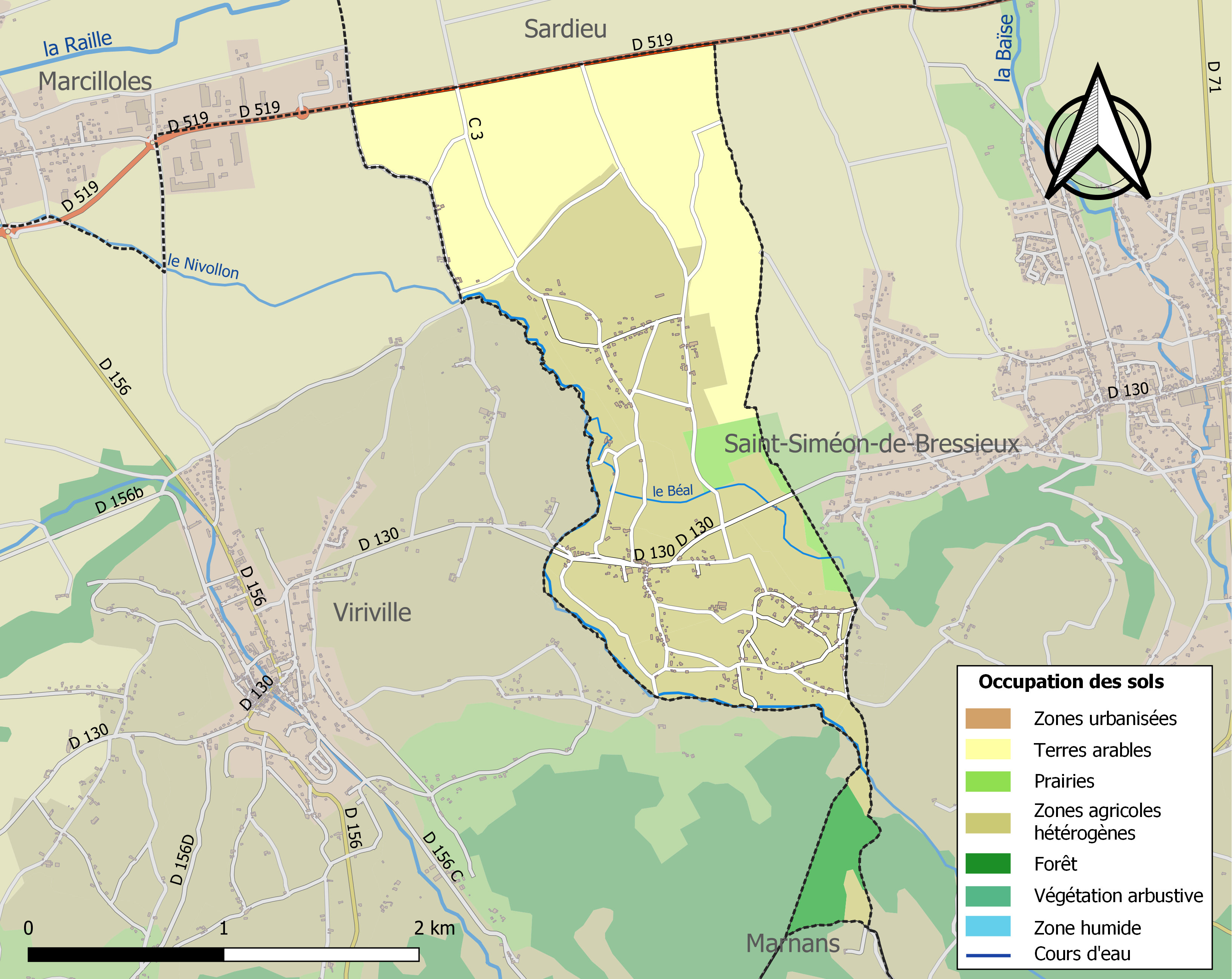
Carte des infrastructures et de l'occupation des sols de la commune en 2018 (CLC).

### Risques naturels et technologiques

#### Risques sismiques
L'ensemble du territoire de la commune de Châtenay est situé en zone de sismicité no 3 (sur une échelle de 1 à 5), comme la plupart des communes de son secteur géographique.
| Type de zone | Niveau            | Définitions (bâtiment à risque normal) |
| ------------ | ----------------- | -------------------------------------- |
| Zone 3       | Sismicité modérée | accélération = 1,1 m/s2                |

## Politique et administration

### Liste des maires
| Période                                  | Période   | Identité             | Étiquette | Qualité  |
| ---------------------------------------- | --------- | -------------------- | --------- | -------- |
| mars 1989                                | mars 1995 | Christian Collet     |           |          |
| mars 1995                                | mars 2008 | Gérard Basset        |           |          |
| mars 2008                                | 2020      | Pierre Tortosa       | SE        | Retraité |
| 2020                                     | En cours  | Christian Chevallier |           |          |
| Les données manquantes sont à compléter. |           |                      |           |          |

## Population et société

### Démographie
L'évolution du nombre d'habitants est connue à travers les recensements de la population effectués dans la commune depuis 1800. Pour les communes de moins de 10 000 habitants, une enquête de recensement portant sur toute la population est réalisée tous les cinq ans, les populations de référence des années intermédiaires étant quant à elles estimées par interpolation ou extrapolation. Pour la commune, le premier recensement exhaustif entrant dans le cadre du nouveau dispositif a été réalisé en 2006.

En 2022, la commune comptait 432 habitants, en évolution de −1,82 % par rapport à 2016 (Isère : +3,07 %, France hors Mayotte : +2,11 %).
| 1800 | 1806 | 1821 | 1831 | 1836 | 1841 | 1846 | 1851 | 1856 |
| ---- | ---- | ---- | ---- | ---- | ---- | ---- | ---- | ---- |
| 450  | 465  | 484  | 592  | 562  | 536  | 525  | 507  | 505  |

| 1861 | 1866 | 1872 | 1876 | 1881 | 1886 | 1891 | 1896 | 1901 |
| ---- | ---- | ---- | ---- | ---- | ---- | ---- | ---- | ---- |
| 479  | 469  | 448  | 438  | 424  | 438  | 443  | 436  | 410  |

| 1906 | 1911 | 1921 | 1926 | 1931 | 1936 | 1946 | 1954 | 1962 |
| ---- | ---- | ---- | ---- | ---- | ---- | ---- | ---- | ---- |
| 409  | 400  | 337  | 313  | 302  | 300  | 275  | 283  | 251  |

| 1968 | 1975 | 1982 | 1990 | 1999 | 2006 | 2011 | 2016 | 2021 |
| ---- | ---- | ---- | ---- | ---- | ---- | ---- | ---- | ---- |
| 266  | 277  | 301  | 281  | 303  | 383  | 436  | 440  | 434  |

| 2022 | - | - | - | - | - | - | - | - |
| ---- | - | - | - | - | - | - | - | - |
| 432  | - | - | - | - | - | - | - | - |

### Enseignement
La commune est rattachée à l'académie de Grenoble.

### Médias
Historiquement, le quotidien à grand tirage Le Dauphiné libéré consacre, chaque jour, y compris le dimanche, dans son édition du Nord-Isère, un ou plusieurs articles à l'actualité du canton et quelquefois de la commune, ainsi que des informations sur les éventuelles manifestations locales, les travaux routiers, et autres événements divers à caractère local.
Ici Isère est la radio publique qui émet sur son territoire ainsi que dans tout le département de l'Isère.

## Culture locale et patrimoine

### Lieux et monuments
- L'église de l'Assomption de Châtenay de style néo-gothique du XIXe siècle fait l'objet d'une inscription au titre des monuments historiques par arrêté du 1er avril 2003[18]. Les fonts baptismaux sont l'œuvre du sculpteur brugeois Hendrik Pickery[19].
- Le carillon composé de 19 cloches est classé au patrimoine[20].

### Personnalités liées à la commune
- Joseph Gilot (1734-1811), général des armées de la République (nom inscrit sous l'Arc de Triomphe).
- Théodore Combalot, abbé, professeur et prédicateur, né en 1813, à l'origine, avec Marie-Eugénie de Jésus, des sœurs de l'Assomption.

### Héraldique
| Blason de Châtenay | Blason  | Tiercé en pairle renversé: au 1 de sinople à une branche de châtaignier de tenné, fruitée de trois pièces du même et feuillée de trois pièces d'or; au 2 d'or à un dauphin d’azur barbé, crêté, lorré, peautré et oreillé de gueules; au 3 de gueules à une cloche d'argent; le tout au chef d'azur chargé de l'inscription CHATENAY en capitales d'argent. |
| Blason de Châtenay | Détails | Créé par JF Binon. Sur site Commune 2018. |